# Lappland, Sverige
Lappland är ett landskap i norra Norrlands inland, norra Sverige. I väster gränsar landskapet till Norge, i nordöst till Finland, i öster till Norrbotten, i sydost till Västerbotten samt i söder till Ångermanland och Jämtland.
Lappland utgör ungefär en fjärdedel av Sveriges yta och är också Sveriges största landskap. Landskapet är delat mellan Västerbottens och Norrbottens län, med undantag för en liten del i sydväst som ingår i Jämtlands län. Många författare, målare och konstnärer har inspirerats av Lappland, bland annat Ernst Didring. Lappland (finska: Lappi) är också namnet på ett finländskt landskap, vilket ursprungligen bestod av den del av Lappland som kom att hamna i Finland efter freden i Fredrikshamn år 1809.

## Historia
Landskapet Lappland bildades 1766 sedan den så kallade lappmarksgränsen uppdragits år 1752. Det hade dock funnits ett landskapsvapen sedan slutet av 1500-talet, även om det nuvarande vapnet skapades först i början av 1600-talet.

## Indelningar

### Landskapets bildande 1766 och tidiga indelningar
Det första skriftliga belägget för ordet lappmark är i ett brev av kung Magnus Eriksson 1340, där han utfärdar bestämmelser om "the landzender wårtt Rijkes som vidh Helsingeland och Ångermannaland liggiandes äre, benemdh Laepmark". I brevet fastslogs att alla "som åå Christo tro, eller till Christna tro sig omwenda wele" fick ta sig mark och ägor i Lappmarken, under förutsättning att de betalade skatt till kungen och brukade Hälsinglands lag och sedvänjor (Hälsingelagen).
Ordet har använts på olika sätt under olika tider. Ursprungligen betecknade det helt enkelt det område som dominerades av mer eller mindre nomadiserande samer, till skillnad från den odlade bygden. I och med 1673 års lappmarksplakat infördes särskilda förmåner för nybyggare i Lappmarken, och därefter har olika former av särlagstiftning funnits för området. 

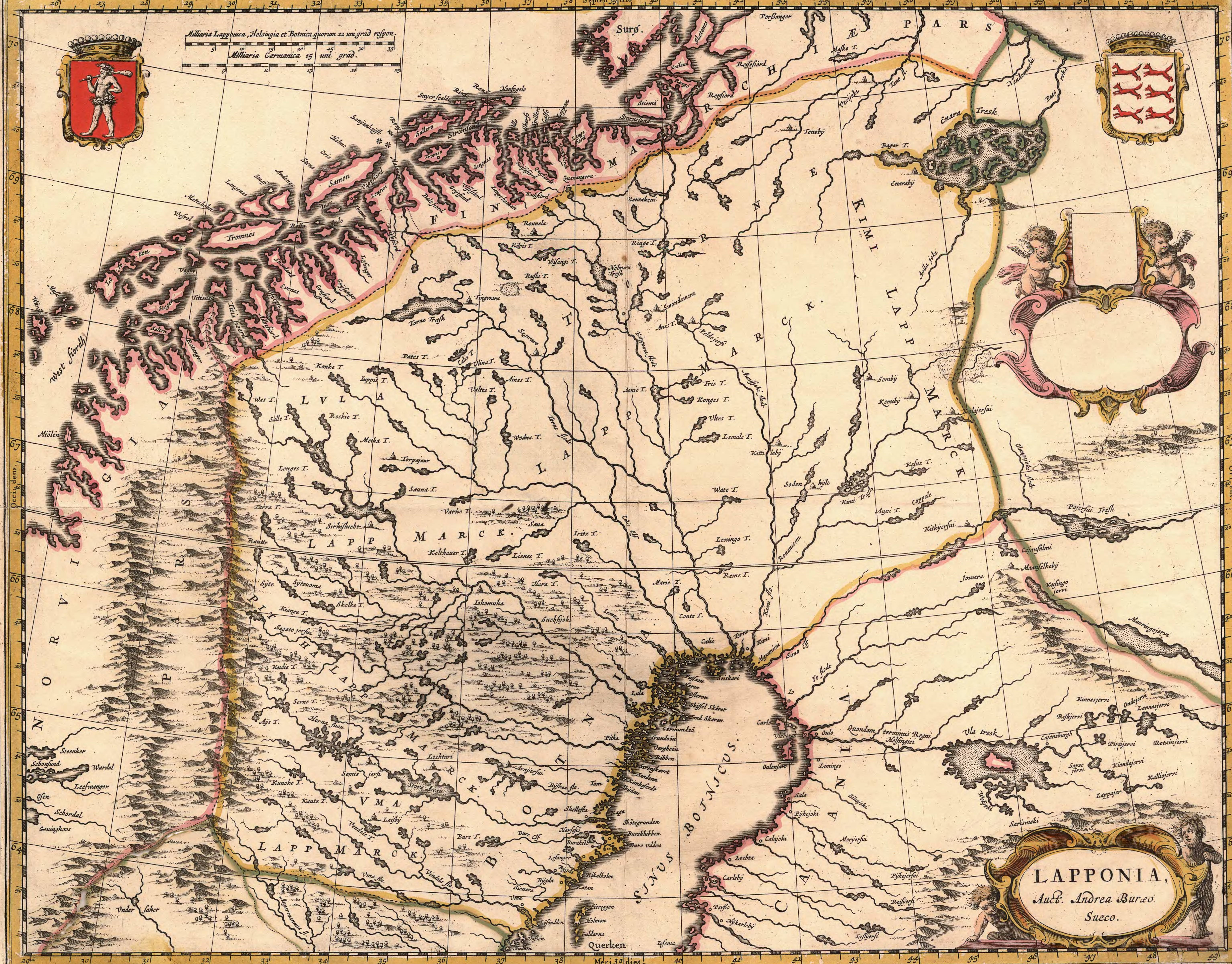
Karta av Lappland från tidigt 1600-tal.

Västerbottens län och svenska lappmarken cirka 1796.

Åtminstone från 1300-talets början och fram till omkring 1550 hade birkarlarna mer eller mindre monopol på att handla med samerna i rikets nordligaste delar. De delade upp Lappmarken mellan sig i handelsdistrikt, som kom att kallas för Torne, Lule och Pite lappmarker. Dessa områden blev sedan administrativa områden då Gustav Vasa på 1550-talet avskaffade birkarlarnas gynnade ställning och i stället lät egna lappfogdar ta upp skatt direkt av samerna.
 Lycksele lappmark (även kallad Ume lappmark) och Åsele lappmark (även kallad Ångermanna lappmark) hade ingen beröring med det ursprungliga birkarleväsendet. Dessa områden fördes in under lappmarksbegreppet först under 1600-talet, i samband med att lappmarksförsamlingar etablerades och lappmarksprivilegier infördes.
Om de olika lappmarkerna kan kortfattat sägas: 
- Kemi lappmark har i sin helhet tillhört Finland sedan 1809 års fred.
- Torne lappmark sträckte sig på 1500-talet till Atlantkusten, omfattade under hela 1600-talet Finnmarksvidda och skiftades sedan mellan Sverige, Norge och Finland genom olika mellanstatliga överenskommelser.
- Lule lappmark har såvitt bekant alltid haft ungefär samma utsträckning som idag.
- Pite lappmark omfattade fram till 1607 även nuvarande Sorsele kommun samt fjällområdet hela vägen ned till norra Jämtland.
- Umeå lappmark var fram till 1607 begränsad till skogslandet (nuvarande Lycksele kommun och Stensele församling). Först efter 1673 började den kallas för Lycksele lappmark.
- Åsele lappmark var fram till 1648 begränsad till skogslandet nedanför Kultsjön.

Fram till 1600-talets början beboddes Lappmarken av allt att döma uteslutande av samer. De tidigaste kända nybyggena anlades i Tornedalen och i Kemi lappmark omkring 1630 men som tidvis legat öde.
Malmfälten i övre Lappland fick sin start 1642 när magnetit hittades i Masugnsbyn. Malmen i Svappavaara hittades i slutet på 1640-talet eller början på 1650-talet. Det första kända malmprovet från Malmberget dateras till 1660-talet och 1696 nämns namnen Kiirunavaara och Luossavaara för första gången.
I juni 1750 hölls ett möte i Rusksele för att diskutera gränsen mellan Lappmarken och nedre landet. Den sydligaste gränspunkten hade lagts på Ångermanbalen i nuvarande Bjurholms kommun. Gränsen mellan Ångermanland och Åsele lappmark förblev således obestämd. Den var mer svårdragen eftersom den samtidigt skulle bli gräns mellan två län, Västerbottens och Västernorrlands län. Sveriges ståndsriksdag fastställde 1766 lappmarksgränsen. Länsgränsen har därefter justerats vid några tillfällen, varför lappmarksgräns och länsgräns inte längre stämmer överens.

### Indelningar från 1700-talet

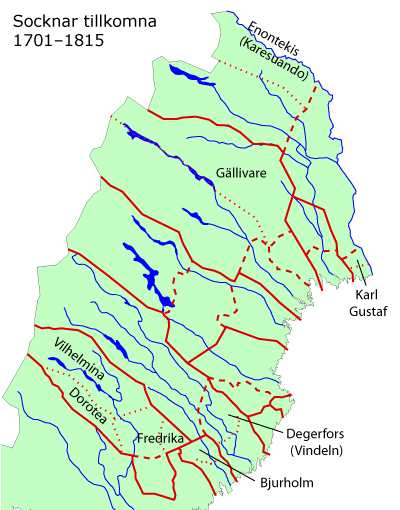
Socknar 1815.

#### Socknar

##### Socknar i Västerbottens län
- Lycksele socken från 1606
- Sorsele socken från 1764
- Stensele socken från 1822
- Tärna socken från (1780/1822/)1903
- Örträsks socken från 1848/1895
- Åsele socken från 1648
- Fredrika socken från 1795/1799
- Dorotea socken från 1795/1799
- Vilhelmina socken från 1783/1799
- Malå socken från 1862 (före 1869 i Norrbottens län)

##### Socknar i Norrbottens län
- Arvidsjaurs socken från 1606
- Arjeplogs socken från 1640
- Jokkmokks socken från 1607
- Gällivare socken från 1742
- Jukkasjärvi socken från 1606
- Karesuando socken från 1602

Lycksele stad inrättades 1946, Kiruna stad 1948, ingen fick dock egen jurisdiktion.

#### Län
Landskapets södra del ingår i Västerbottens län och den norra delen i Norrbottens län. En liten del ligger också i Jämtlands län

#### Fögderier
Socknarna i Västerbottens län, förutom Malå socken hörde till
- 1720–1728 Västerbottens södra fögderi
- 1728–1810 Södra Lappmarks fögderi
- 1810–1946 Västerbottens lappmarks fögderi
- 1946– Lycksele fögderi för Lycksele, Stensele, Sorsele, Örträsk och Tärna socknar
- 1946–1970 Åsele fögderi för Vilhelmina, Dorotea, Åsele och Fredrika socknar
- 1971–1990 Vilhelmina fögderi för Vilhelmina, Dorotea, Åsele och Fredrika socknar

Malå socken hörde till
- 1862 till 1867 Norrbottens södra lappmarks fögderi
- 1867 till 1869 Piteå fögderi
- 1869 till 1946 Skelleftå fögderi
- 1946–1990 Norsjö fögderi

Arvidsjaurs, Arjeplogs, Jokkmokks och Gällivare socknar i Norrbottens län hörde till
- 1720–1728 Västerbottens norra fögderi
- 1728–1810 Södra Lappmarks fögderi
- 1810–1866 Norrbottens södra lappmarks fögderi
- 1867–1917 Piteå fögderi för Arvidsjaurs och Arjeplogs socknar
- 1867–1917 Luleå fögderi för Jokkmokks socken
- 1867–1917 Kalix fögderi för Gällivare socken
- 1918–1945 Luleå fögderi för Arvidsjaurs och Arjeplogs socknar
- 1946–1990 Arvidsjaurs fögderi för Arvidsjaurs och Arjeplogs socknar
- 1918–1990 Gällivare fögderi för Gällivare och Jokkmokks socknar, Jokkmokks sockan dock bara till 1970)
- 1971–1990 Bodens fögderi för Jokkmokk socken

Jukkasjärvi och Karesuando socknar i Norrbottens län hörde till
- 1720–1728 Västerbottens norra fögderi
- 1728–1810 Norra Lappmarks fögderi
- 1810–1866 Norrbottens norra lappmarks fögderi
- 1867–1945 Torneå fögderi
- 1946–1990 Kiruna fögderi

#### Lagsaga, domsagor och tingsrätter
När Norrlands lagsaga bildades 1611 kom Lappland att ingå i den. Från och med 1720 ingick landskapet i Ångermanlands och Västerbottens lagsaga tills denna avskaffades 1849, med undantag av tiden 1762–1780 då det fanns en egen lagsaga för lappmarken, Lappmarkens lagsaga.
Under merparten av 1600-talet fanns inga häradsrätter i Lappland utan endast lagmansting. Norrlands förste lagman var Axel Oxenstierna. Han var visserligen intresserad av lappmarksfrågor, men fanns inte själv på plats för att förrätta ting. Oxenstiernas efterträdare var betydligt mindre aktiva. Själva rättsskipningen sköttes av den underlagman som var bosatt i kustlandet. Den förste som verkade som underlagman i Lappland var Jakob Andersson Grubb som kom från en familj av lappfogdar. Han efterträddes 1638 av sin son, Jakob Jakobsson Grubb, som i sin tur efterträddes 1679 av sin son, Lars Jakobsson Grubb, som var verksam till 1698.
År 1670 fick Norrland en rättegångsordning av samma slag som övriga riket och lagsagan delades in i härad. Reformen slog dock inte igenom i Lappland, där lagmanstingen blev kvar. En ny domstolsreform för hela riket genomfördes 1680, då Karl IX utnämnde ett stort antal fackjurister till häradshövdingar och införde principen att domaren måste vara bosatt i häradet. I Lappland skedde i praktiken inga förändringar, utan den sittande underlagmannen, Lars Jakobsson Grubb, fick 1682 tillstånd att "under karaktär av häradshövding" fortsätta döma vid lappmarkstingen, i Lappland motsvarad av Västerbottens lappmarkers domsaga. När Lars Grubb fick annat ämbete utsågs Markus Bostadius 1698 till hans efterträdare, nu med titeln justitiarie. Först 1720 infördes häradsrätterna i Lappland genom att den norra delen lades till Västerbottens norra kontrakts domsaga, även kallad Norra lappmarkens domsaga, och den södra delen till Västerbottens södra kontrakts domsaga.
Efter indelningen i två domsagor fanns således två domare i Lappmarken. Dessa reste runt mellan tingsställena och förrättade ting. År 1741 skulle tingen inledas följande datum i den norra domsagan, som omfattade Torne och Kemi lappmarker: Jukkasjärvi 13 januari, Enontekis 23 januari, Kautokeino 30 januari, Aviovaara 4 februari, Utsjoki 9 februari, Enare 12 februari, Sompio 16 februari, Kuolajärvi 21 februari, Kuusamo 25 februari, Sodankylä 5 mars och Kittilä 9 mars.
Södra delen av Lappland (Åsele socken) hörde inte till domsagorna enligt ovan utan till Ångermanlands domsaga och från 1811 till 1820 till Norra Ångermanlands domsaga.
Från 1821 fanns Lappmarksjurisdiktionens domsaga och Norrbottens domsaga. 1831 delades Lappmarkens domsaga upp i Västerbottens södra domsaga, som varade till 1884 och Västerbottens norra domsaga. Norrbottens domsaga delades 1839 i Norrbottens södra domsaga som varade till 1876 och Norrbottens norra domsaga som varade till 1876.
Från 1877 till 1971 fanns i Norrbottens län Luleå domsaga, som 1969 benämnd Bodens domsaga, Piteå domsaga, Kalix domsaga Torneå domsaga till 1903 samt Gällivare domsaga från 1904 
Från 1884 till 1971 fanns i Västerbottens län Västerbottens västra domsaga och Västerbottens norra domsaga, från 1969 benämnd Skellefteå domsaga
1971 bildades Lycksele tingsrätt, Skellefteå tingsrätt, Piteå tingsrätt (upphörd 2002), Bodens tingsrätt (upphörd 2002), Gällivare tingsrätt, Haparanda tingsrätt med motsvarande domsagor.

#### Kommuner från 1971
Landskapet består sedan 1971 av följande kommuner:

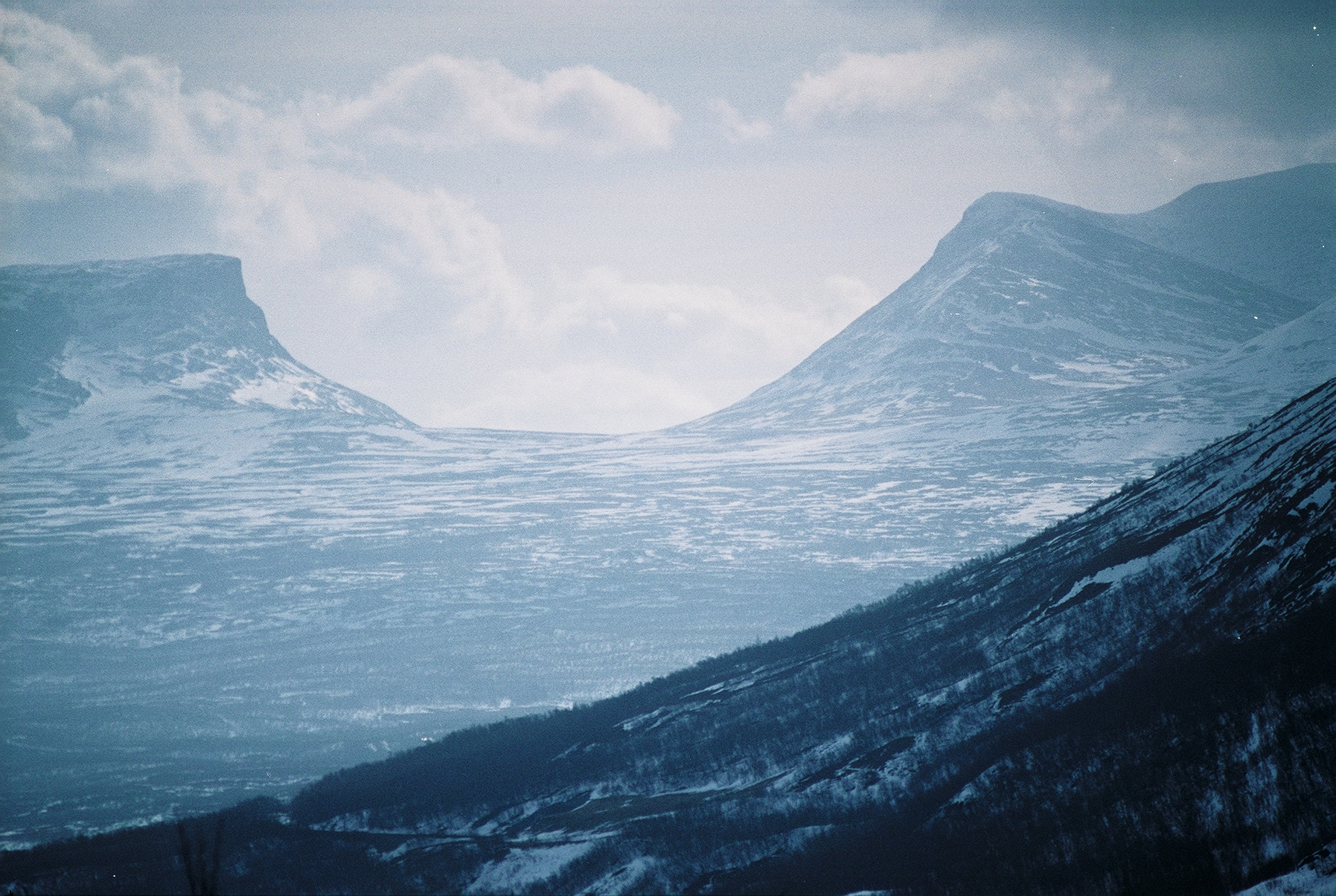
Lapporten brukar symbolisera ingången till Lappland.

Jämtlands län
- Strömsunds kommun (delvis)

Västerbottens län
- Lycksele kommun
- Dorotea kommun
- Malå kommun
- Sorsele kommun
- Storumans kommun
- Vilhelmina kommun
- Åsele kommun

Norrbottens län
- Arvidsjaurs kommun
- Arjeplogs kommun
- Jokkmokks kommun
- Gällivare kommun
- Kiruna kommun

## Demografi
| Befolkningsutveckling i Lappland 1910–2020     | Befolkningsutveckling i Lappland 1910–2020 | Befolkningsutveckling i Lappland 1910–2020 | Befolkningsutveckling i Lappland 1910–2020 | Befolkningsutveckling i Lappland 1910–2020 |
| ---------------------------------------------- | ------------------------------------------ | ------------------------------------------ | ------------------------------------------ | ------------------------------------------ |
|                                                |                                            |                                            |                                            |                                            |
| år                                             |                                            |                                            | folkmängd                                  |                                            |
| 1910                                           | 1910                                       |                                            | 81 535                                     | 81 535                                     |
| 1920                                           | 1920                                       |                                            | 95 341                                     | 95 341                                     |
| 1930                                           | 1930                                       |                                            | 110 626                                    | 110 626                                    |
| 1940                                           | 1940                                       |                                            | 120 094                                    | 120 094                                    |
| 1950                                           | 1950                                       |                                            | 129 633                                    | 129 633                                    |
| 1960                                           | 1960                                       |                                            | 145 731                                    | 145 731                                    |
| 1970                                           | 1970                                       |                                            | 129 278                                    | 129 278                                    |
| 1980                                           | 1980                                       |                                            | 122 366                                    | 122 366                                    |
| 1990                                           | 1990                                       |                                            | 113 118                                    | 113 118                                    |
| 2000                                           | 2000                                       |                                            | 102 594                                    | 102 594                                    |
| 2010                                           | 2010                                       |                                            | 93 780                                     | 93 780                                     |
| 2020                                           | 2020                                       |                                            | 89 298                                     | 89 298                                     |
| Källa: Statistiska centralbyrån (SCB) via fiwp |                                            |                                            |                                            |                                            |

## Geografi
Lapplands västra gräns går längs den skandinaviska bergskedjan. Landskapet utgörs till största delen av ett höglandsområde. I väster dominerar fjällmassiv och i öster höglandsplatåer. Omkring 47 procent av ytan ligger högre än 500 meter över havet och är till ytan lite större än Portugal. Den högsta punkten är Kebnekaises sydtopp, vilken också är Sveriges högsta fjälltopp med sina 2 111 meter. Inom Lappland finns dessutom samtliga tolv toppar i Sverige vars höjder överstiger 2000 meter över havet.
Lapplands natur består till stor del av skog (barrskog och fjällbjörkskog), tundra och fjäll.

### Sjöar
| - Akkajaure - Hornavan - Stora Lulevatten - Storavan - Storuman | - Torneträsk - Uddjaure - Virihaure - Malgomaj |

### Vattendrag
| - Lule älv - Kalix älv - Pite älv - Skellefte älv - Torne älv | - Ume älv - Ångermanälven - Vindelälven - Öre älv - Lögde älv - Byske älv |

### De största orterna i Lappland
- Arjeplog
- Arvidsjaur
- Dorotea
- Gällivare
- Jokkmokk
- Kiruna
- Koskullskulle
- Lycksele
- Malmberget
- Malå
- Sorsele
- Storuman
- Vilhelmina
- Åsele

## Klimat
Lappland har ett fuktigt kalltempererat klimat av kontinental typ. Längst i norr råder polarklimat.
På vintern kan temperaturen sjunka ner under −40 °C, men medeltemperaturen i januari ligger mellan −10 och −15 °C. 
Sommartid kan Lappland trots sitt nordliga läge få varmt väder med upp till 25–30 grader.
Årsnederbörden i lapplandsfjällen ligger mellan 1 000 och 1 500 millimeter. I Abiskoområdet faller minst nederbörd i hela landet, i genomsnitt endast 300 millimeter per år, till följd av regnskuggan som de västliga fjällen orsakar där.

## Flora och fauna
Den västra delen har utpräglad fjällflora, speciellt i nordväst. Denna domineras av låga träd, bland annat fjällbjörk, och andra låga växter. På tundran växer inga träd utan där kan enbart låga buskar och gräs slå rot i den frusna marken. Många arter av liljor och orkidéer trivs på fjällsluttningarna. Längre österut är barrträd dominerande. För övrigt är myrar, liksom i övriga Norrland, vanliga. Vid myrarna trivs träskväxter samt hjortron och andra låga buskar som med tätheten nästan döljer träskmarken. 
Den lappländska faunan domineras av typiska djur i trakterna som ren, älg, järv och lodjur, samt den akut hotade arten fjällräv som mest lever i de västra delarna av fjällkedjan. Även fjällämmel, skogslämmel, skogshare och bäver är vanliga. På fjällhedarna trivs flera fågelarter där de livnär sig främst på den mängd myggor som om sommaren svärmar omkring på de fuktiga hedarna.